# Zagroda bonowa

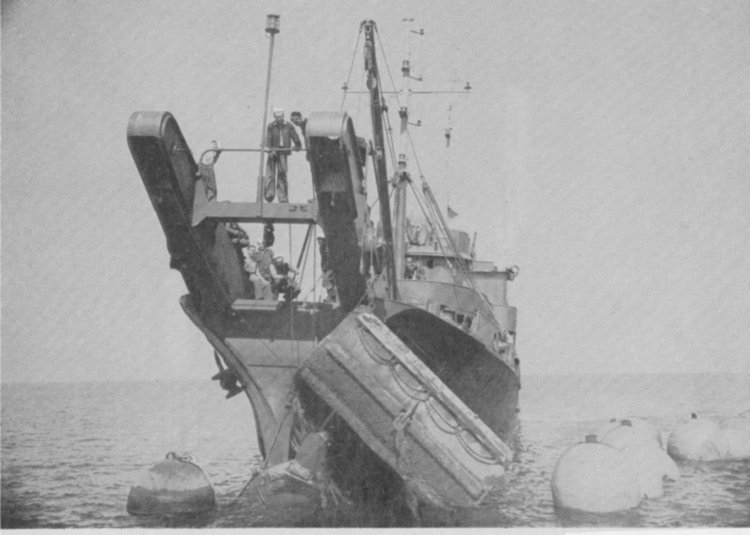
Stawiacz sieci USS "Sandalwood" (AN-32) z elementami zapory bonowej

Zagroda bonowa (bony, sieci zagrodowe) - system zagród pływających stawianych przed wejściem do portu, najczęściej wojennego, aby zapobiec przedarciu się do portu lekkich okrętów nawodnych oraz okrętów podwodnych.
Składa się z pływających zbiorników, beczek lub belek połączonych łańcuchami, często także wyposażona jest w sieć przeciwko okrętom podwodnym lub sieć przeciwtorpedową. Niektóre z członów zapory są ruchome i stanowią rodzaj bramy do przepuszczania własnych okrętów; są one zwykle zamykane i otwierane za pomocą holownika. Bony mogą być wyposażone w kolce do uszkadzania kadłubów okrętów i sygnalizację alarmową. 
Zapory bonowe były stosowane dość powszechnie podczas obu wojen światowych. Do stawiania sieci zagrodowych używane były specjalne okręty pomocnicze - stawiacze sieci.